# کلیسای ساگفورد
کلیسای ساگفورد (نروژی: Sagfjord kirke یا سامی شمالی: Rivtakvuona girkko) یک کلیسای محلی کلیسای نروژ در شهرداری هاماروی در شهرستان نوردلند، نروژ است. این در روستای کارلسوی در جزیره فینویا واقع شده است. این یکی از کلیساهای محله ساگفورد است که بخشی از اغلب پروستی (سرکشیش‌نشین) در اسقف نشین هالوگالند است. کلیسای سفید و چوبی به سبک کلیسای بلند در سال ۱۸۸۶ با استفاده از نقشه‌هایی که توسط معمار اس. ماتیسن ترسیم شده بود ساخته شد. این کلیسا حدود ۱۳۰ نفر را در خود جای داده است.

## تاریخ
اولین کلیسا در این مکان در قرون وسطی ساخته شد. اطلاعات زیادی در مورد آن ساختمان در دست نیست. در نقطه ای کلیسا بسته و ویران شد. در سال ۱۸۸۵، تصمیم گرفته شد که کلیسای قدیمی هاماروی از پرستید به روستای کارلسوی در جزیره مجاور فینویا منتقل شود. پس از این حرکت، به کلیسای ساگفورد معروف شد. کلیسای قدیمی در ابتدا در سال ۱۷۷۵ (در پرستید به عنوان کلیسای هاماروی) ساخته شد و در سال ۱۸۴۰ کلیسا بازسازی و تعمیر شد.
در سال ۱۸۸۶، مصالح به کارلسوی منتقل شد و به‌عنوان کلیسای جدید ساگفورد (در همان محل کلیسای قرون وسطایی که زمانی در خدمت این منطقه بود) بازسازی شد. کلیسای جدید از چهار بخش پشت سر هم تشکیل شده است: برج، شبستان، گروه کر و زیارتگاه. ورودی اصلی در بالای پله‌های بیرونی شیب دار در پای برج قرار دارد. در زیر برج یک ایوان ورودی وجود دارد که پله‌هایی تا طبقه دوم در بالکن و همچنین برج ساعت را شامل می‌شود. مجموعه ای از درهای دوتایی، قسمت ورودی را از شبستان مستطیلی جدا می‌کند. فراتر از شبستان یک گروه کر کوچک مربعی شکل قرار دارد. پشت تابلوی محراب، دری مخفی وجود دارد که به طاق‌خانه منتهی می‌شود که اتاقی مربع‌شکل کوچک‌تر است.